# Питирим (епископ Пермский)
Епископ Питирим (ум. 1455) — епископ Русской церкви, четвёртый епископ Пермский (Великопермский).
Почитается в Русской православной церкви в лике святителей, память совершается (по юлианскому календарю): 29 января и 19 августа.

## Биография

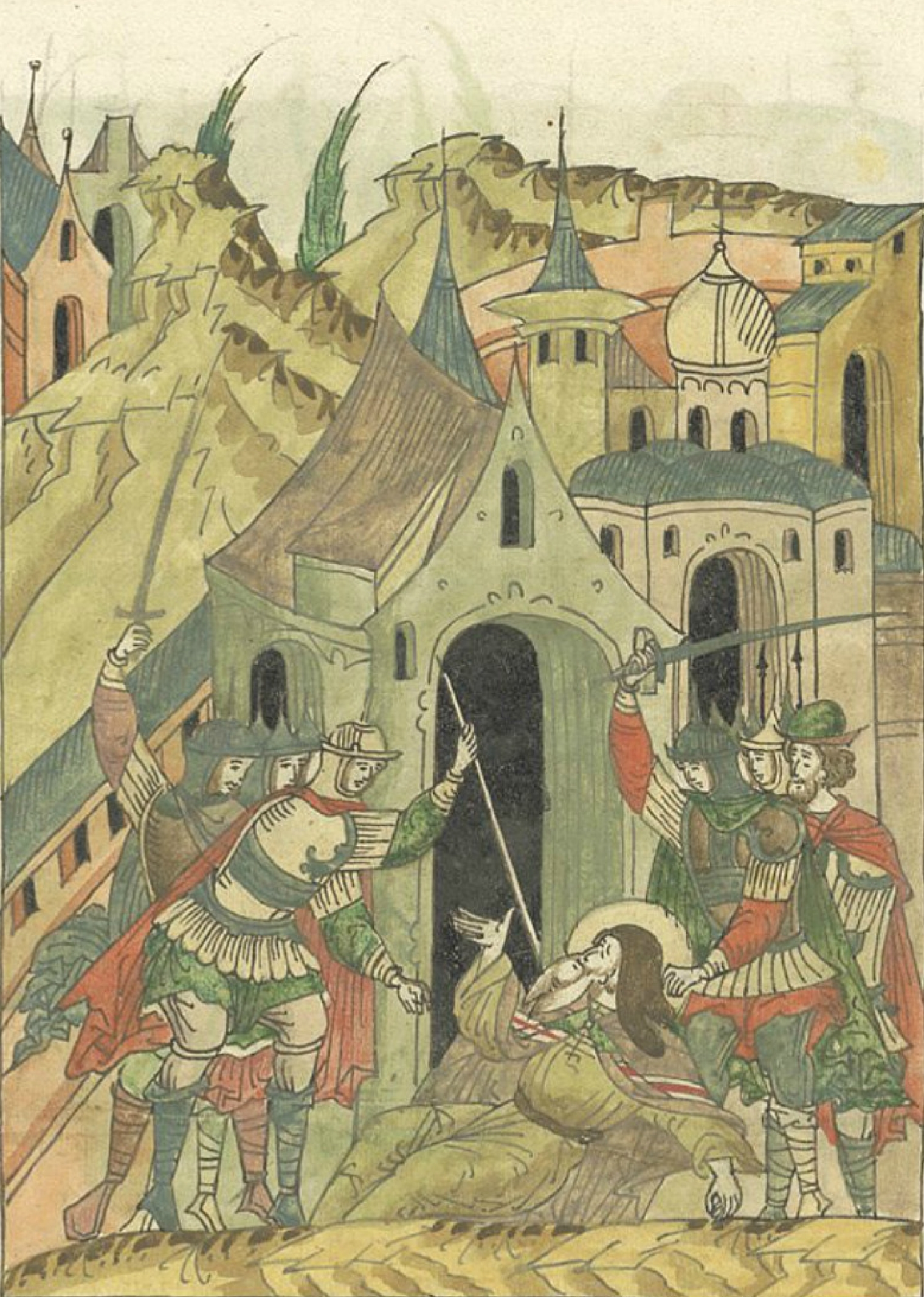
«Убийство епископа Питирима» Миниатюра из Лицевого летописного свода. Голицынский том, стр. 477

С 1440 года — игумен Московского Чудова монастыря.
В 1447 году поставлен во епископа Пермского и прислан управлять епархией после убийства святителя Герасима.
С первых дней своего пребывания в Пермской земле, населённой коми-пермяками, коми-зырянами, удмуртами и другими народностями, говорившими на финно-угорских языках, приступил к наведению порядка и обустройства в своей обширной епархии.
В 1447 году был вызван в Москву для соборного суда над мятежным удельным галицким князем Дмитрием Юрьевичем Шемякой.
Вернувшись домой, в Усть-Вымский городок, Питирим был потрясён опустошениями, которые произвели в ближайших к реке Печоре коми-зырянских селениях манси во главе с их князем Асыкой. Питирим по мере возможности помогал коми-зырянам и раздал им все привезённые из Москвы средства, предназначенные на постройку храмов и монастырей.
В 1448 году снова ездил в Москву на поставление митрополита. Василий II, отпуская Питирима, наделил богатыми вкладами зырянские церкви и Печорскую обитель, основанную ещё вторым пермским епископом — Исаакием, и уменьшил количество дани для жителей Пермской земли из-за частого их разорения вятчанами и манси. Питирим объездил почти всю свою епархию, добирался в самые дремучие области по Печоре и её притокам, невзирая на опасность, терпел лишения, но сумел добиться большого успеха, обратив в христианство манси, кочевавших по притокам Печоры.
В один из воскресных дней 1455 года после литургии Питирим во главе клира и большого числа людей с иконами и хоругвями пришёл на мыс, образуемый слиянием рек Выми и Вычегды. Здесь должен был состояться молебен. Вдруг откуда ни возьмись появилась толпа вооружённых манси, совершивших поход на Пермь Великую. Они набросились на верующих, первой жертвой пал Питирим. Похоронили его в Усть-Вымской церкви Благовещения Богородицы рядом с его предшественником, епископом Герасимом.
Ныне мощи Питрима покоятся под спудом в часовне трёх святителей Герасима, Питирима и Ионы Устьвымских чудотворцев, освящённой 7 мая 1996 года патриархом Московским и всея Руси Алексием II.
В 1458 году Василий II послал на усмирение манси и вятчан сильную рать из москвичей и устюжан, которая взяла много городов и селений в Вятской земле, обложила тяжёлой данью манси и присоединила Вятку к Московскому великому княжеству.
Степенная книга сообщает о нём как о первом составителе жизнеописания митрополита Алексея и канона на обретение мощей этого святителя.

## Канонизация и почитание
Память преставления его была внесена в устав уже в 1522 году. Установление общероссийского почитания Пермских святителей Герасима, Питирима и Ионы произошло в 1607 году, когда по распоряжению царя Василия Иоанновича Шуйского и патриарха Ермогена епископ Вологодский и Великопермский Иоасаф написал икону Пермских святителей, на которой они были изображены в рост, икона находилась над их гробницей.

## Труды
- Краткое описание жития святителя Алексия.
- Канон на обретение мощей святителя Алексия (Минея 20 мая).